# Drest VIII
Drest VIII, també conegut amb el nom de Drest mac Talorgan (o amb la forma Drust), va ser rei dels pictes del 780 al 781.
La Crònica picta, en el seva còpia manuscrita de 1317 (Grup B) atribueix tan sols un any de regnat a Drest VIII, tot i que versions més antigues li'n donen fins a cinc. Segons James E. Fraser seria el fill de Talorgan mac Fergus, germà d'Óengus I, mort el 750 en un combat contra els bretons de Strathclyde, i hauria regnat conjuntament amb el seu cosí Talorgan mac Unuist sobre una part del regne «citra Monoth».